# Cameron van der Burgh
Cameron van der Burgh (født 25 maj 1988) er en sydafrikansk svømmer. Han blev olympisk mester på 100m brystsvømning ved sommer-OL 2012 i London.